# VAMPS
Vamps (estilizado como VAMPS) fue un dúo de rock japonés formado en 2008 por Hyde (vocalista, guitarrista de acompañamiento, letrista y compositor) y K.A.Z. (guitarrista principal, coros y compositor). Un año después de su formación, Vamps tuvo su primer tour a nivel internacional con diez fechas en EE. UU., y en 2010 realizaron su primera gira mundial. Originalmente estaban bajo la firma de la disquera propia de Hyde llamada Vamprose, cada lanzamiento que tuvo la banda alcanzó el top diez del "music chart" de Oricon. En 2013, el grupo cambió de disquera a Universal Music Group con Delicious Deli Records quienes produjeron su primer debut a nivel internacional. El 1 de diciembre de 2017, VAMPS anunció que suspendería sus actividades por un tiempo indefinido.

## Historia
VAMPS fue formado por HYDE (L'Arc~en~Ciel) y K.A.Z. (Oblivion Dust). Ellos han estado trabajando juntos desde la carrera en solitario de HYDE comenzando en 2003 con algunos arreglos del disco "6 6 6". Después de años de colaboración, los dos finalmente decidieron formar su propia banda y acordaron que no había mejor manera de anunciar a VAMPS que demostrar a los fanáticos el nuevo proyecto de inmediato. Su primer trabajo fue el sencillo "LOVE ADDICT", lanzado el 2 de julio de 2008.
Su primera gira nacional, "VAMPS LIVE 2008", se inició en Zepp Tokyo. Entre el 1 de agosto y el 28 de octubre de 2008, VAMPS hizo 46 presentaciones en los recintos Zepp en vivo por todo Japón. La gira fue organizada en su totalidad por VAMPS. La banda hizo de 6-10 shows en cada lugar Zepp y se agotaron todas las entradas. La cadena continua de espectáculos con entradas agotadas no tenía precedentes y nunca había tenido lugar durante un recorrido en vivo. Su segundo sencillo "I GOTTA KICK STAR NOW" fue lanzado el 13 de marzo de 2009. Su siguiente sencillo "EVANESCENT" fue lanzado el 13 de mayo.
En julio de 2009, VAMPS inició su primera gira por EE. UU. en el tour denominado "VAMPS LIVE 2009 U.S.A. Tour". El tour abarcó 10 ciudades de Los Estados Unidos de América desde el 11 de julio hasta el primero de agosto. Las ciudades visitadas fueron: Nueva York, Baltimore, Seattle, Portland, San Francisco, Las Vegas, San Diego, y terminando en Los Ángeles. La banda tuvo una fecha adicional como final del tour en Pearl Harbor, Oahu, Hawái a bordo del barco "USS Missouri" el 19 de septiembre. El 10 de junio de 2009, la banda libera su álbum debut homónimo, VAMPS. Seguido de su cuarto sencillo "SWEET DREAMS", el 30 de septiembre.
El 31 de enero de 2010, la banda fue galardonada con el "Billboard Japan Ranking International 2009" por sus esfuerzos y el éxito con su gira en los EE. UU. Poco después fue liberado el DVD titulado "VAMPS LIVE 2009 EE.UU." el 17 de marzo de 2010, lanzaron su siguiente sencillo titulado "DEVIL SIDE" el 12 de mayo de 2010. Su sexto sencillo titulado "ANGEL TRIP", fue lanzado el 9 de junio seguido de su segundo álbum de estudio, BEAST, debutando el 28 de julio de 2010. 
VAMPS se embarcó en su primera gira mundial en el otoño del 2010. La gira visitó los siguientes países: Taiwán, Estados Unidos, España, Francia, China y Chile Su séptimo sencillo "MEMORIES / GET UP" fue lanzado el 15 de diciembre de 2010, al mismo tiempo se libera una segunda edición del sencillo "MEMORIES" junto con la versión totalmente en japonés de "GET UP" utilizada en el anime "Bakuman". La versión limitada contiene los vídeos musicales (MV) "MEMORIES" y "PIANO DUET" grabados en Francia. El 13 de julio de 2011, VAMPS liberaría su cuarto DVD titulado "VAMPS LIVE 2010 WORLD TOUR CHILE" que fue grabado el 6 de noviembre de 2010 en Santiago en el Teatro Caupolicán, durante la gira se lanzó una versión especial del álbum BEAST en Chile, bajo el sello FeriaMix, llegando a venderse miles de copias en el día de su lanzamiento, haciendo incluso que su canción "ANGEL TRIP" se ubicara en la cuarta más escuchada en el país sudamericano.
En 2013, VAMPS firmó con Universal Music Japan/Delicious Deli Records, alimentando las expectativas de proseguir sus actividades nacionales e internacionales. Su primer lanzamiento desde su acuerdo con Universal, ‘VAMPS LIVE 2012’, con material grabado en Namba al final de su gira de 49 conciertos, alcanzó la 1.ª posición en la lista semanal de Blu-ray de Oricon (el 6 de mayo; consiguió la 3.ª posición en la lista semanal de DVD y la 7.ª en las listas generales). El 3 de julio lanzaron ‘AHEAD / REPLAY’, que alcanzó el 3.er puesto en la lista semanal de Oricon, Después del éxito del sencillo Universal Music decidió lanzar el primer disco de éxitos (para Japón) y álbum debut (a nivel internacional) con la disquera titulado ‘SEX BLOOD ROCK N’ ROLL’ el 25 de septiembre de 2013, el álbum fue regrabado en su totalidad ya que muchas canciones como "THE PAST", "ANGEL TRIP", "SWEET DREAMS" entre otras, fueron cambiadas a inglés y algunas otras tuvieron arreglos por parte de la producción musical y pronunciación de HYDE. Meses después VAMPS unió fuerzas con LIVE NATION, conocidos por producir conciertos para estrellas internacionales de la talla de Lady Gaga, Madonna y U2.
Desde entonces, sus actuaciones en el extranjero han prosperado, completando una gira europea en otoño 2013 y participando en verano del 2014 en el DOWNLOAD FESTIVAL, uno de los principales festivales de rock del Reino Unido. Tras el lanzamiento de su DVD / Blu-ray ‘VAMPS LIVE 2014: LONDON’, que contiene la grabación de su concierto en la sala KOKO de Londres el 28 de marzo de 2014, VAMPS continúa dirigiéndose hacia donde ninguna otra banda japonesa de rock ha llegado antes. Unos meses más tarde y después de liberada la canción "THE JOLLY ROGER" por separado, el 20 de agosto de 2014 la banda lanza el siguiente sencillo "GET AWAY / THE JOLLY ROGER" comenzando una colaboración con el artista Rockin´Jelly Bean para la portada del sencillo. Durante septiembre del mismo año la banda libera un pequeño vistazo del siguiente sencillo titulado "VAMPIRE´S LOVE" el cual sería el tema principal de la película de acción/fantasía de Universal "Dracula Untold" (Drácula Zero en Japón), finalmente el 8 de octubre de 2014 el sencillo "VAMPIRE´S LOVE" es liberado con 3 ediciones las cuales fueron un éxito total en Japón, el sencillo contenía la versión totalmente en piano con letra en inglés señal de la expansión que tendría VAMPS a futuro.
El 29 de octubre de 2014 salió a la venta su cuarto álbum titulado BLOODSUCKERS con dos versiones distintas, la versión japonesa y la versión internacional que reemplazaría el nombre del sencillo "AHEAD" por "WORLD´S END" (previamente lanzado como sencillo digital) interpretado totalmente en inglés, igualmente las versiones alternativas en inglés de "GET AWAY" y "VAMPIRE´S LOVE" fueron agregadas al álbum.
En febrero de 2015 tuvieron su propio festival de rock llamado VAMPARK FEST con duración de dos días. Contando con bandas como: Alexandros, NOTHING MORE y Gerard Way el día 18, y con Buckcherry, sads y Sixx:A.M. el día 19. Tras el primer VAMPARK se anunciaría que VAMPS iría de gira nuevamente a EE. UU. junto con Sixx:A.M. y Apocalyptica durante casi todo el mes de abril de 2015. Participaron en los festivales Fort Rock y Welcome to Rockville en Florida los días 25 y 26 de abril de 2015 respectivamente. El 1 de mayo del mismo año dieron un único concierto en Nueva York como parte de su gira VAMPS LIVE XIV XV, que comenzó a finales del 2014. El 15 de mayo participaron en el festival Rock on The Range en Columbus, Ohio. El 23 del mismo mes participaron en el concierto llamado JAPAN NIGHT junto con las bandas The Bonez y The GazettE en Taipéi, Taiwán. Dicho concierto tiene como finalidad dar a conocer la música japonesa alrededor del mundo, el cual también fue llevado a Londres en julio de 2015, y a Estados Unidos. El 24 de junio VAMPS liberó su nuevo DVD y Blu-Ray "VAMPS LIVE XIV - XV" el cual tendría varias ediciones especiales incluyendo por primera vez más de 2 artículos limitados de mercancía oficial, la caja sería una maqueta del tráiler que ocupó VAMPS durante el tour que tuvo mucho éxito siendo solo vendida por medio de la tienda de Universal Music Japan en números limitados.
El 14 de julio de 2015 VAMPS anunció su primera gira por Latinoamérica y 2 fechas para Estados Unidos. La banda se presentó por primera vez en Brasil en el recinto "Cine Joia" el 27 de septiembre seguido de su segunda vez en suelo chileno de nuevo en Santiago en el recinto "Teatro Caupolican" el 29 de septiembre, la última parada para Suramérica sería en Argentina quien también tendría por primera vez a VAMPS en el recinto "Teatro Flores" el 1 de octubre, al finalizar la mitad del tour la banda se dirigiría por primera vez a México con un lleno de más de 3000 personas en el recinto Pepsi Center WTC el 3 de octubre siendo el concierto con mejor respuesta de los fanáticos a nivel nacional de un grupo proveniente de Asia. La última parada perteneció a los Estados Unidos dónde se presentarían en Los Ángeles en "The Roxy Theatre" el 5 de octubre y San Francisco en el recinto "Slim's" el 7 de octubre finalizando la gira.
El 12 de noviembre inició la gira "JOINT 666" en Japón, llamado así porque ofrecieron 6 conciertos en 3 diferentes ciudades junto con una banda nacional o internacional, tales como HIM, Monoral, Nothing More, Apocalyptica, etc. 
El 20 de noviembre lanzan el sencillo "SIN IN JUSTICE" en colaboración con Apocalyptica, y así, del 24 al 29 de noviembre acompañan al grupo finlandés en su gira "SHADOWMAKER TOUR 2015" en Inglaterra como invitados especiales, para cerrar el año VAMPS lanzaría el último DVD del 2015 el cual fue un éxito de ventas total en Japón con una escenografía sorprendente, el "VAMPS LIVE 2015 BLOODSUCKERS" sería lanzado el 9 de diciembre con una edición que traería dos figuras limitadas llamadas "Bubble Head" de HYDE y K.A.Z. en sus personajes de vampiros pertenecientes al video "VAMPIRE´S LOVE"
A principios de 2016 VAMPS haría su primer MTV UNPLUGGED el 19 de marzo el cual sería grabado y liberado más tarde el 29 junio siendo un éxito en su primer día de venta, el concierto incluía dos canciones que no fueron transmitidas en vivo "JESUS CHRIST" y "GHOST". El 6 de julio VAMPS comenzó con si gira "VAMPS LIVE 2016" del cual se desprendería un DVD / Blu-ray en vivo para su nuevo álbum aun sin nombre. A principios de agosto se dio a conocer que VAMPS colaboraría en un nuevo sencillo junto a Chris Motionless de la banda Motionless in White el cual sería titulado "INSIDE OF ME" siendo liberado el 31 de agosto de 2016 en Japón junto con la canción "RISE OR DIE" con la colaboración de Richard Z. Kruspe. Unos días más tarde tras liberar el sencillo a nivel mundial VAMPS anunciaría el "NORTH AMERICA TOUR" incluyendo por primera vez a Canadá, nuevamente a Estados Unidos y por segunda vez a México. 
La gira por Norteamérica comenzó en San Francisco el 6 de noviembre en el recinto "Social Hall SF", seguido el 7 de noviembre por Los Ángeles en el recinto "El Rey Theater" y pasando directamente a México que fue el único país latinoamericano de la gira el 10 de noviembre en el recinto Teatro Metropolitan, tras el éxito en México la gira se dirigió nuevamente a EE. UU. a Nueva York en el recinto "Irving Plaza" el 13 de noviembre, un día después, el 14 de noviembre VAMPS pisaría suelo canadiense por primera vez para felicidad de muchos fanáticos en el recinto de Toronto Ontario "Lee´s Palace", la gira terminó en el "Bottom Lounge" de Chicago Illinois el 15 de noviembre de 2016.
Durante finales de 2016 y principios de 2017 VAMPS se encontraba preparando su nuevo disco de estudio para el cual se dirigieron a Las Vegas, tras algunos meses el 22 de marzo la banda liberaría su más reciente sencillo llamado "CALLING" anunciando unos días después que su nuevo disco se llamaría "UNDERWORLD" el cual fue lanzado al mercado japonés el 26 de abril de 2017 con 11 pistas siendo grabado totalmente en inglés, la versión internacional sería lanzada el 28 de abril. Dentro de las versiones liberadas especiales para Japón del disco UNDERWORLD se puso a la venta la versión especial limitada la cual contenía una chaqueta oficial del disco la cual portaría HYDE durante la gira en mayo con  la banda I PREVAIL, un DVD con los videos musicales de los sencillos previos y el "TOUR DOCUMENTARY" correspondiente a la gira por Japón y el Blu-ray "VAMPS LIVE 2016" correspondiente al Zepp Tokyo y con la presencia de Apocalyptica. Durante julio y agosto VAMPS nuevamente comenzó su gira por Japón titulada "VAMPS LIVE 2017 UNDERWORLD" con todo el nuevo material del disco más reciente, durante los concierto de Zepp Osaka Bayside la banda grabaría su nuevo DVD y Blu-ray que sería liberado el 6 de diciembre de 2017.
Durante un anuncio en el Facebook oficial de VAMPS se libera el comunicado de la gira con la banda DANZIG lo cual llevaría a VAMPS nuevamente a los EE. UU. en otoño del mismo año, más tarde en el mes de agosto VAMPS daría un gran anuncio en el cual agregaba fechas para EE. UU., México (tercera vez en el país y por primera vez con dos fechas en un país Latinoamericano), Chile (por tercera vez) y Argentina (por segunda vez).
El tour comenzó con las fechas pactadas junto a DANZIG el 22 de septiembre en San Francisco en el recinto "The Warfield" el cual sería cancelado y re agendado para el 27 de septiembre por motivos de salud del cantante Glenn Danzig, tras el incidente VAMPS se presentaría el 23 de septiembre en el "Brooklyn Bowl" en Las Vegas, Llegando el 25 de septiembre a "The Marquee Theater" en Tempe donde VAMPS se encontraría con su segundo percance del tour ya que la fecha en Ciudad de México había sido cancelada por el terremoto ocurrido el 19 de septiembre, la cancelación se realizó por disposición gubernamental del país debido a la zona afectada, el evento sería en conjunto con Anna Tsuchiya y Monoral en la edición número dos del "JAPAN LIVE" , durante ese mismo día y días posteriores la banda decidió dejar el evento en Zapopan Jalisco intacto y en el cual lo recaudado en parte sería como apoyo a las personas afectadas por el terremoto. Al día siguiente VAMPS se dirigió a Los Ángeles nuevamente en el recinto "The Roxy", finalizando el 27 de septiembre la gira junto a Danzig en "The Warfield".
El 28 de septiembre VAMPS se presentaría en Seattle en el recinto "El Corazón" finalizando la gira por Estados Unidos. La banda se dirigió a Zapopan Jalisco en México para su único show en pie en el país el 3 de octubre en el recinto "Teatro Estudio Cavaret" donde el setlist lo dedicó completamente al público mexicano siendo diferente al previo en EE. UU., durante el show hubo momentos muy emotivos donde HYDE prometió un show inolvidable para los asistentes, al final se incluyó una dedicatoria especial en la canción "RISE UP" para todas las víctimas del sismo. al siguiente día VAMPS partió a Chile donde tendrían una cita nuevamente junto a Monoral y Ana Tsuchiya el 8 de octubre en el recinto "Movistar Arena" en el festival "SUPER JAPAN EXPO", terminando la gira en Argentina el 10 de octubre en el recinto "Teatro Vorterix", durante la mayor parte de la gira por el continente americano el vocalista HYDE viajó muy aparte de los demás miembros de la banda lo cual era un posible indicio de su próximo hiatus de manera indefinida.
Durante el 1 de diciembre las cuentas oficiales de HYDE, K.A.Z, Ju-Ken, ARIMATSU y Jin Saito en redes sociales anunciaron su separación por tiempo indefinido comentando que se tomaran un tiempo para "enfriarse" y regresar con mayor energía, meses después HYDE anuncia su regreso como solista en cuanto K.A.Z se une nuevamente al tour 2018 - 2019 de OBLIVION DUST.
El 6 de diciembre VAMPS liberó su nuevo DVD / Blu-ray titulado "VAMPS LIVE 2017 UNDERWORLD" el cual tuvo muy buena respuesta de los fanáticos, para el otoño del 2018 VAMPS anunció que liberaría por su décimo aniversario un estuche con todos los álbumes y la mayoría de los conciertos que grabaron durante los 10 años de carrera, el paquete lleva por nombre "VAMPS,COMPLETE BOX - GOLD DISC Edition" y fue un producto limitado y exclusivo de la tienda de UNIVERSAL MUSIC JAPAN

## Discografía
Álbumes de estudio
```
   * VAMPS (10 de junio de 2009)
   * BEAST (28 de julio de 2010)
   * BLOODSUCKERS (29 de octubre de 2014)
   * UNDERWORLD (26 de abril de 2017)
```

Álbumes compilatorios
```
   * SEX BLOOD ROCK N' ROLL [Greatest hits] (25 de septiembre de 2013)
```

Sencillos
```
   * "LOVE ADDICT" (2 de julio de 2008)
   * "I GOTTA KICK START NOW" (13 de marzo de 2009)
   * "EVANESCENT" (13 de mayo de 2009)
   * "SWEET DREAMS" (30 de septiembre de 2009)
   * "DEVIL SIDE" (12 de mayo de 2010)
   * "ANGEL TRIP" (9 de junio de 2010)
   * "MEMORIES/GET UP" (15 de diciembre de 2010)
   * "AHEAD/REPLAY" (7 de julio de 2013)
   * "GET AWAY/THE JOLLY ROGER" (20 de agosto de 2014)
   * "SIN IN JUSTICE" (20 de noviembre de 2015)
   * "INSIDE OF ME/RISE OR DIE (31 de agosto de 2016)
   * "CALLING" (22 de marzo de 2017)
```

DVD & Blu-ray
```
   * VAMPS LIVE 2008 (4 de febrero de 2009)
   * VAMPS LIVE 2009 U.S.A. (17 de marzo de 2010)
   * VAMPS LIVE 2009 (12 de mayo de 2010)
   * VAMPS LIVE 2010 World Tour Chile (13 de julio de 2011)
   * VAMPS LIVE 2010 "Beauty And The Beast Arena" (15 de febrero de 2012)
   * VAMPS LIVE 2012 (24 de abril de 2013)
   * VAMPS LIVE 2014 London (24 de abril de 2013)
   * VAMPS LIVE 2014-2015 (24 de junio de 2015)
   * VAMPS LIVE 2015 BLOODSUCKERS (9 de diciembre de 2015)
   * MTV UNPLUGGED: VAMPS (29 de junio de 2016)
   * VAMPS HISTORY: The Complete Video Collection 2008-2014 (14 de diciembre de 2016)
   * VAMPS LIVE 2016 - Edición especial con el álbum UNDERWORLD (26 de abril de 2017)
   * VAMPS LIVE 2017 UNDERWORLD (6 de diciembre de 2017)
```

Videografía
```
   * LOVE ADDICT
   * I GOTTA KICK START NOW
   * EVANESCENT
   * TROUBLE
   * SWEET DREAMS
   * DEVIL SIDE
   * ANGEL TRIP
   * MY FIRST LAST
   * REVOLUTION
   * MEMORIES
   * PIANO DUET
   * AHEAD
   * REPLAY
   * GET AWAY
   * THE JOLLY ROGER
   * VAMPIRE'S LOVE
   * INSIDE OF ME
   * CALLING
```

Videografía - Videos Líricos
```
   * SIN IN JUSTICE
   * RISE OR DIE
   * UNDERWORLD
   * BREAK FREE
   * B.Y.O.B. (BRING YOUR OWN BLOOD)
```